# Serviciul de Poliție pentru Intervenție Rapidă
Serviciul de Poliție pentru Intervenție Rapidă (SPIR) este o structură de poliție flexibilă, cu competență complexă, care activează ca forță complementară în sprijinul celorlalte subunități ale Poliției Capitalei, în vederea îndeplinirii unor misiuni cu grad de mare risc.
A fost înființat la data de 1 septembrie 1999.
Mai este numit și Serviciul Special de Poliție pentru Intervenție Rapidă (SSPIR).
Serviciul de Politie pentru Interventie Rapida din D.G.P.M.B are în principal urmatoarele atributii:
- execută intervenții în cazul jafurilor sau atacurilor comise de infractori înarmați și participă la prinderea infractorilor periculoși ori violenți;
- desfășoară acțiuni pentru eliberarea persoanelor răpite și sechestrate, pentru prinderea grupurilor care percep taxe de protecție ori acționează ilicit ca recuperatori de credite;
- participă la finalizarea unor acțiuni de prindere în flagrant a infractorilor;
- acordă spijin de specialitate și execută pază sau însoțirea unor transporturi speciale;
- acționează, împreună cu alte structuri din cadrul Direcției Generale de Poliție a Municipiului București, pentru prinderea infractorilor deosebit de periculoși;
- sprijină cu efective specializate pe celelalte subunități ale Direcției Generale de Politie a Municipiului București în executarea raziilor și acțiunilor polițienești "fulger", în zone și medii cu ridicat potential infracțional;
- asigură temporar paza și protecția unor demnitari români sau străini cu ocazia unor întâlniri de lucru, vizite oficiale ori alte activități la nivel internațional organizate în Capitală;
- efectuează operațiuni speciale de salvare a victimelor, împreună cu celelalte subunități ale Poliției Capitalei în cazul producerii unor catastrofe (explozii, incendii, cutremure, etc);
- execută intervenții contrateroriste în condițiile legii.